# Vrh pri Površju
Vrh pri Površju je naselje v Občini Krško. V vasi stoji baročna cerkev sv. Neže.